# Tethionea hoogstraali
Tethionea hoogstraali là một loài bọ cánh cứng trong họ Cerambycidae.